# Лига ставок
«Лига ставок» или БК «Лига Ставок» (полное наименование — Общество с ограниченной ответственностью «Первая международная букмекерская компания») — российская букмекерская компания, основанная в 2008 году.

## История
В 2008 году Олег Журавский (1969—2017) и Юрий Красовский основали «Первую международную букмекерскую компанию», которая развернула свою деятельность под брендом «Лига Ставок».
1. История «Лиги ставок» неотделима от истории становления букмекерской отрасли в России. Благодаря усилиям основателей «Лиги ставок» деятельность букмекеров не попала под ограничения вне игорных зон, а организаторы пари стали соблюдать новые лицензионные стандарты согласно требованиям закона «О государственном регулировании деятельности по организации и проведению азартных игр».[источник не указан 746 дней]

Олег Журавский посвятил значительную часть своей профессиональной деятельности формированию культуры букмекерства в России. В середине 2000—х годов основал и возглавил Национальную ассоциацию букмекеров России, которая со временем объединила более половины крупнейших участников российского рынка. После смерти Журавского издания отмечали его определяющее влияние на развитие букмекерской отрасли в России.
С 2017 года президентом «Лиги ставок» стал Юрий Красовский. Миссию спортивных букмекеров он видит в поддержке национального спорта и развитии культуры ставок России. Выступил с инициативой об увеличении целевых отчислений со стороны букмекерских компаний на развитие национального спорта. Ведёт активную работу с представителями государственных структур по разработке законодательных мер, направленных на регулирование букмекерского бизнеса в России, в том числе на борьбу с нелегальным сектором.

### Противодействие договорным матчам
С 2010 года «Лига ставок» начала сотрудничество с Российской футбольной премьер-лигой по противодействию договорным матчам и коррупции в спорте. Компания начала отслеживать подозрительные тенденции в ставках на матчи Премьер-лиги, которые могли указывать на сговор между командами.
В 2013 году в РФ был принят федеральный закон, ужесточивший ответственность за участие в сговоре в спортивных состязаниях. Спортивные федерации стали принимать меры по борьбе с договорными состязаниями, информировать органы власти о противоправном влиянии на результат, закон также обязал букмекеров принимать ставки и выплачивать выигрыши только при предъявлении гражданином паспорта, вести для налоговых органов учёт участников азартных игр и информировать налоговую и спортивные федерации о выплаченных или подлежащих выплате крупных выигрышах по результатам пари на состязания, завершившиеся с наименее вероятным исходом.

### Интерактивные ставки, выплата выигрышей, налогов и комиссий
В 2014 году вступили в силу поправки к Федеральному закону №244-ФЗ «О государственном регулировании деятельности по организации и проведению азартных игр», в результате которых букмекеров и организаторов тотализаторов обязали вступать в саморегулируемые организации и ввели в законодательство понятия «интерактивная ставка» и «центр учёта приёма интерактивных ставок» (ЦУПИС), что позволило букмекерам начать принимать ставки в интернете в соответствии с законодательными требованиями. В феврале 2016 года начал работу «Первый ЦУПИС» (с 2021 года «Единый ЦУПИС»). Это кредитная организация, имеющая договор с букмекером, она выполняет роль посредника между интернет-игроком и букмекерской компанией, осуществляя учёт и перевод денежных средств между сторонами, включая налоги и комиссии.

## Государственное регулирование
Букмекерскую отрасль в Российской Федерации регламентирует Федеральный закон №244-ФЗ «О государственном регулировании деятельности по организации и проведению азартных игр и о внесении изменений в некоторые законодательные акты Российской Федерации» от 29 декабря 2006 года. Регулятором букмекерской отрасли России выступает Федеральная налоговая служба.
1 апреля 2017 года вступил в силу федеральный закон о целевых отчислениях (5 % от дохода или 15 миллионов рублей в квартал) в адрес общероссийских спортивных лиг и федераций на развитие профессионального и детско-юношеского спорта. Из отчислений 20 % предполагалось направлять на развитие детско-юношеского спорта, 80 % — в пользу профессионального.
«Лига ставок» была одним из ключевых публичных сторонников принятия закона и принимала участие в его разработке и первой из букмекерских компаний России подписала соглашения с крупнейшими спортивными организациями:

| - Союз биатлонистов России (апрель 2017); - Российская федерация баскетбола (апрель 2017); - Единая лига ВТБ (апрель 2017); - Всероссийская федерация волейбола (апрель 2017); - Федерация гандбола России (май 2017); - Российская шахматная федерация (май 2017); - Национальная федерация бадминтона России (июнь 2017); - Союз смешанных боевых единоборств «ММА» России (июнь 2017); - Федерация хоккея с мячом России (июнь 2017); | - Федерация тенниса России (июнь 2017); - Российский футбольный союз (июнь 2017); - Федерация настольного тенниса России (июль 2017); - Федерация хоккея России (июль 2017); - Континентальная хоккейная лига (июль 2017); - Федерация регби России (сентябрь 2017); - Федерация кёрлинга России (октябрь 2017); - Федерация бокса России |

## Долгосрочное партнёрство
С 2010 года «Лига ставок» стала сотрудничать с Российской футбольной премьер-лигой в рамках «Общеевропейской системы раннего оповещения», направленной на борьбу с договорными матчами. В сентябре 2012 года совместно с главой РФПЛ Сергеем Прядкиным компания объявила о создании Всероссийской футбольной лотереи, 10 % от выручки которой предполагалось направлять в РФПЛ на развитие детско-юношеского и массового футбола в РФ. Прогнозируемая выручка, по мнению сторон, должна была составить не менее 1,6 миллиардов рублей за пять лет.
В 2014 году «Лига ставок» стала официальной букмекерской компанией РФПЛ.
В 2017 году президент «Лиги ставок» Юрий Красовский и Прядкин объявили об учреждении новой спортивной премии «Лига Fair Play». Цель премии — поощрение российских команд, проявляющих уважение к правилам и условиям игры, демонстрирующих дружественное поведение по отношению к сопернику, арбитрам, болельщикам и средствам массовой информации. Методика оценки поведения команд рекомендована УЕФА для профессиональных футбольных лиг, а анализ матчей по системе Fair Play осуществляется делегатом матча.
С 2017 года «Лига ставок» стала сотрудничать с Федерацией хоккея России. «Лига ставок» — официальный партнёр сборной России по хоккею.
В ходе XXIII зимних Олимпийских игр в Пхёнчхан «Лига ставок» выступила генеральным партнёром «Дома спорта», открытого Фондом поддержки олимпийцев.
31 августа 2018 года Юрий Красовский и президент Федерации хоккея России Владислав Третьяк объявили об учреждении спортивной премии «Герои Хоккея», отмечающей заслуги Национальной команды по итогам сезона.
Анализируя итоги деятельности «Лиги ставок» Красовский сообщил, что общий объём инвестиций компании в развитие национального спорта составил порядка 1 миллиарда рублей.
В декабре 2020 года «Лига ставок» и международное агентство Infront Sports & Media подписали соглашение, по условиям которого компания «Лига ставок» получила статус официального спонсора чемпионата мира по хоккею на ближайшие пять лет.
С 1 июня 2021 года «Лига ставок» — генеральный партнёр Федерации бокса России.
В июне 2021 года «Лига ставок» — генеральный партнёр составов Gambit Esports в CS:GO и AS Monaco Gambit по Dota 2.
В сентябре 2021 года «Лига ставок» стала официальным партнёром НХЛ в России и странах СНГ. Эксклюзивное трёхлетнее соглашение с российской букмекерской компанией стало первым в истории спортивного спонсорства НХЛ.
С октября 2021 года «Лига ставок» — официальный региональный беттинг-партнёр футбольного клуба «Монако» в России. Эксклюзивное соглашение с европейским футбольным клубом стало первым в истории спортивного спонсорства компании.

## Спонсорские проекты
В 2013 году «Лига ставок» стала партнёром российской команды «Формулы-1» Marussia.
С 2014 по 2021 год «Лига ставок» выступала в качестве генерального партнёра ежегодного шахматного турнира Moscow Chess Open и обеспечивала призовой фонд фестиваля, самого масштабного по количеству участников в мире.
В январе 2015 года продюсерский центр «Динамо» выбрал «Лигу ставок» в качестве стратегического партнёра по продвижению социальных программ.
«Лига ставок» сотрудничает с Центральным Московским ипподромом.
В сентябре 2024 года букмекер начал реализовывать лотерейные билеты бренда «Национальные лотереи».

## Показатели деятельности
На январь 2019 года компания была представлена более чем 500 клубами в 120 городах России, а её штат составлял порядка 3 тысяч сотрудников.
За 2020 год суммарная выручка «Лиги ставок» составила 41,82 миллиардов рублей, а чистая прибыль компании — 1,278 миллиарда рублей.
За 2021 год суммарная выручка «Лиги ставок» составила 69,16 миллиардов рублей, а чистая прибыль компании — 1,17 миллиарда рублей.
По данным Рейтинга букмекеров на май 2017 года «Лига ставок» была четвёртым по величине участником российского рынка с долей в 14 %. Весь годовой объём букмекерского рынка России, включая нелегальный сегмент, оценивался в 677 миллиардов рублей.
По данным аналогичного исследования за 2018 год, объём российского букмекерского рынка увеличился на 70% и составил рекордные 1,15 триллиона рублей, при этом «Лига ставок» стала третьей по величине компанией среди прочих участников букмекерского рынка с долей 18 %.
В 2019 году, по отношению к 2018 году, выручка «Лиги ставок» увеличилась на 37%, а чистая прибыль на 115%. В 2019 году стала лидером среди российских букмекерских компаний по объёму выручки.
В 2019 году «Лига ставок» вошла сразу в несколько крупнейших бизнес-рейтингов. РБК включил её в ТОП-500 рейтинга российских компаний по выручке (36 миллиардов рублей, 324-е место). Также «Лига ставок» заняла седьмое место в рейтинге «50 самых быстрорастущих компаний России». При этом, согласно данным «РБК. Исследование рынков», компания лидирует в Национальном рейтинге букмекеров .
За год доход «Лиги ставок» вырос на 37% и составил 49,5 миллиардов рублей.
К концу 2021 года выручка «Лиги ставок» составила 64,1 миллиардов рублей. Количество клиентов увеличилось на 81%, а прирост активной базы — 95%. Показатель EBITDA по данным «РБ-Бизнес» — на 161%.
За 2022 год выручка букмекера составила 71,52 миллиардов рублей при чистом убытке в 501,31 миллионов рублей.
За 2023 год выручка букмекера составила 96,16 миллиардов рублей при нулевой прибыли.

## Деятельность

### Ставки
В 2017 году «Лига ставок» выплатила крупнейший выигрыш в истории букмекерства в России. Рекордсменом стал житель Сибири, который поставил 213 тысяч рублей на 12 матчей и выиграл в каждом случае. Компания выплатила ему 28,76 миллиона рублей, в том числе около 4 миллионов налоговых отчислений.

### Книгоиздание
В 2016 году «Лига ставок» и социальная сеть для спортивных прогнозистов BettingExpert в издательстве «Альпина Паблишер» совместно издали первое практическое пособие по ставкам в России «Искусство ставить на спорт».

### «Главная ставка»
В 2017 году «Лига ставок» начала выпуск еженедельника о спорте и ставках «Главная ставка». Главным редактор издания был российский журналист Андрей Вдовин. Журнал закрыли в 2020 году.

### Послы бренда
В период с 2018 по 2020 год бренд-амбассадором «Лиги ставок» хоккеист Илья Ковальчук.
С 2021 года компания начала сотрудничество с нападающим клуба НХЛ «Миннесота Уайлд» Кириллом Капризовым и Никитой Гусевым.

## Благотворительность
С момента основания в 2008 году «Лига ставок» запустила программу корпоративно-социальной ответственности, сфокусированной преимущественно на детско-юношеском спорте, в частности помощи спортивным школам, организации турниров, поддержке талантливых спортсменов.
К 2017 году все социальные активности «Лиги ставок» трансформировались в отдельное благотворительное направление, для чего в феврале 2017 года учредили благотворительный фонд «Созвездие добра», который заработал 28 марта 2017 года как самостоятельная структура. Создание фонда совпало с моментом ухода из жизни Олега Журавского (1969—16.03.2017), поэтому фонд в своих материалах дополнительно называют «имени Олега Журавского».

### Фонд «Созвездие добра»
В феврале 2017 года, учредителем благотворительного фонда «Созвездие добра» выступила вице-президент «Лиги ставок» Ольга Георгиевна Журавская. Основатель и президент «Лиги ставок» Юрий Красовский возглавил попечительский совет фонда «Созвездие добра». Основным жертвователем и спонсором фонда стала «Лига ставок».
«Лига ставок» учреждает именные гранты для молодых спортсменов, а также направляет средства от благотворительных мероприятий на строительство спортивных объектов на территории РФ.
В 2017 году «Лига ставок» выступила генеральным партнёром ежегодного киберспортивного турнира по FIFA 18 Strawberry Fields Cup 2017, организованного телеканалом Game Show и благотворительным фондом «Созвездие добра». Призовые пошли в пользу социально-реабилитационного центра для несовершеннолетних города Ржева на строительство спортивной площадки.
С мая 2020 года под эгидой Минспорта России «Лига ставок» и фонд «Созвездие добра» проводят общероссийскую социальную программу «Лига ветеранов спорта».

## Собственники
Согласно данным ЕГРЮЛ (по состоянию на 28 апреля 2022 года) совладельцами общества с ограниченной ответственностью «Первая международная букмекерская компания», работающим под брендом «Лига ставок», являются:
- акционерное общество «Казако АГ» (23 %), Швейцария
- компания с ограниченной ответственностью «КХМЛ Холдинг ЛТД» (15 %), Великобритания
- частная компания с ограниченной ответственностью Икс-Эм-Эл-Ви ЛТД (5 %), Великобритания
- Авдеева Алёна Игоревна (15 %)
- Гаджиев Магомедрасул Магомедович (15 %)
- Журавская Ольга Георгиевна (15 %)
- Павловский Дмитрий Андреевич (7 %)
- Шумов Дмитрий Николаевич (5 %)

## Руководство
С момента основания в 2008 году президентом «Лига ставок» был Олег Журавский, а с 2017 года — Юрий Красовский. В 2020 году президент «Лига ставок» Юрий Красовский вошёл в рейтинг «Топ—100 профессионалов спортивной индустрии».

## Награды и премии
«Лига ставок» обладатель премий в области букмекерства и спортивной индустрии:
- Лауреат высшей награды в области электронных коммуникаций «Премия Рунета» (2016, 2019 и 2020 год)[7][90][90][91][92]
- Четырёхкратный лауреат национальной премии «Спорт и Россия» (2017—2020 годы)[93]
- Лауреат премии народного доверия «Марка № 1 в России» (2017 год)[94]
- Обладатель Гран-при «Абсолютно лучший букмекер» независимой премии BR AWARDS (2019 год)[95][96][97][98]
- Победитель в номинации «Лучшее мобильное приложение» независимой премии BR AWARDS (2019 год)[99][100]
- Победитель в номинации «За поддержку российского спорта» премии «Матч ТВ»[101].
- Обладатель премии «Друзья Большого Спорта» в номинации «За поддержку российского профессионального спорта» (2019 год)[102]
- Обладатель трёх наград международной «Премии РБ» 2019: «Гран-при: лучший букмекер года», «Лучшее приложение года», «Лучшая поддержка спорта» (2019 год)[103]
- Лауреат премии в области российского бизнеса «Лучшие в России/Компания года» в номинации «Корпоративная социальная ответственность» (2020 год)[104]
- Лауреат премии «Время инноваций» в номинации «Инновация года» в категории «Спорт» (2020 год)[105]
- Лидер рейтинга социальной ответственности (по версии журнала Большой спорт, 2021 год)[106]